# Despotado de Epiro
El despotado de Epiro surgió en la región de Epiro en 1204 tras la caída de Constantinopla en manos de los cruzados y la creación del Imperio latino de Constantinopla. Existió entre 1205 y 1358.

## Historia
En 1204, los cruzados conquistaron Constantinopla y, después de vencer en la Batalla de Pemaneno (diciembre de 1204), entraron en Bitinia. El emperador Constantino Láscaris murió en la lucha en enero de 1205 y su hermano Teodoro I Láscaris fue proclamado emperador de Nicea. Pero el patriarca de Constantinopla, Juan X Camatero (Kamatheros), que había huido a Tracia, no quiso ir a Nicea para coronarle. Los búlgaros invadieron Tracia en febrero de 1205 acompañados por contingentes cumanos y, al mismo tiempo, Teodoro sufrió una grave derrota frente a los cruzados, llamados ahora latinos, en la batalla de Adramitio. Los latinos ocuparon casi toda Tracia y Bitinia, que convirtieron en ducados por cuenta de Hugo IV de Saint Pol (Ducado de Demótica) y del conde Luis de Blois (Ducado de Bitinia).
Los griegos de Tracia se rebelaron y Demótica y Adrianópolis se entregaron a los búlgaros. Filipópolis, que era cabecera de un ducado concedido nominalmente a Rainiero de Trith, fue asediada. En esta situación, el gobernador bizantino de Nicópolis, Miguel I Ángel Comneno, se proclamó déspota y extendió sus dominios, estableciendo la capital en Arta. La derrota de los latinos capitaneados por el emperador Balduino IX, conde de Flandes, en Adrianópolis (14 de abril de 1205) supuso un respiro para Miguel. Luis de Blois murió, Balduino fue hecho prisionero y Godofredo de Villehardouin y el dux veneciano Enrique Dandolo (de 97 años) consiguieron retirarse a Constantinopla salvando a una parte del ejército. Pero Filipópolis fue tomada por los búlgaros y tuvieron que huir a Bitinia (mayo de 1205), que así pudo ser ocupada por Teodoro Lascaris, dejando a los latinos Constantinopla y alrededores, Rodosto y Selimbria.
La regencia latina pasó a Enrique, hermano de Balduino, que fue confirmado en el mes de junio. El peso de la lucha pasó entonces a la parte occidental, donde Bonifacio de Montferrato, rey de Tesalónica, tuvo que luchar contra el déspota griego León Esguro al que ganó en las Termópilas, asegurándose el dominio de Tesalia. Otros señores latinos avanzaron más al sur: Guillermo de Champlitte y Godofredo I de Villehardouin entraron en Beocia y ocuparon Tebas sin lucha; después siguieron hasta Atenas y la isla de Eubea (Negroponte).
El Peloponeso se sometió al déspota Miguel de Epiro, y Tebas y Atenas se constituyeron en baronías dependientes del rey de Tesalónica concedidas a Otón de la Roche; la isla de Negroponte (Eubea) fue donada a Jacques II d'Avesnes. Godofredo I de Villehardouin y Guillermo de Champlitte invadieron el Peloponeso y ocuparon Élide y Arcadia, deshaciendo a las tropas enviadas por el déspota Miguel en la batalla del Olivar de Koundouros. Guillermo fue proclamado príncipe de Acaya, con poder feudal sobre Atenas y Tebas aunque feudatario del rey de Tesalónica. Godofredo fue proclamado señor de Koron y Kalamata.
El año 1206 fue de calma, con Miguel intentado rehacer sus tropas. En la primavera de 1207 atacó a los latinos pero fue derrotado en la Batalla de Lakos. Esta derrota y los hechos que se desarrollaron en la región (el fortalecimiento del Emperador que aseguró la sumisión del reino de Tesalónica que no respetaba la soberanía imperial) hicieron que en 1209, en el Parlamento de Ravenica, Miguel I se reconociera como vasallo del Imperio latino: una hija de Miguel se casó con Eustaquio, hermano del emperador, sellando así la alianza. 
En 1210 la debilidad de Miguel le obligó a firmar un tratado con Venecia (junio) por el que reconocía la soberanía feudal de la República. Para contrarrestar, intentó expandirse por Tesalia en el mes de diciembre, pero el ejército imperial se lo impidió. En 1211 tuvo que enviar un contingente para luchar al lado del emperador contra el príncipe búlgaro de Prosec.
En el verano de 1212, Miguel ocupó Larisa en Tesalia y, al año siguiente, rompió con Venecia y atacó Durazzo (Duraso o Durrēs), sin poder ocupar esta ciudad pero si algunos territorios de los alrededores. Miguel fue asesinado, seguramente por instigación de los venecianos, y fue sucedido por su hermano Teodoro Comneno Ducas, que siguió con la misma política. Atacó y ocupó Durazzo (1215) e incorporó las regiones entre el río Drin y el mar Adriático.

### Reinado de Teodoro
En 1216, Teodoro se aseguró la frontera norte con un tratado con el duque de Rascia (en el centro-norte de Serbia); con los latinos firmó una tregua. Atacó a los búlgaros y tomó las ciudades de Prilep y Ocrida.
En 1217 el emperador latino Pedro II de Courtenay atacó Durazzo pero fue rechazado al caer en una trampa en la costa albanesa, cayendo prisionero. En 1218 Teodoro inició una campaña de cuatro años contra el reino de Tesalónica que se desarrolló básicamente en Tesalia y que trajo la ocupación de gran parte del reino, desde Platamon al sur hasta Serres y Drama al noroeste. Tesalónica fue asediada y Guido Pallavicini asumió la dirección de la ciudad como regente del joven Demetrio que marchó a solicitar ayuda al Papa y a los señores italianos. El emperador mandó algunas tropas al año siguiente (1223) pero el ataque de Juan III de Nicea obligó a retirar este ejército. Teodoro ocupó Adrianópolis y parte de Tracia.
En 1224 llegó a Tesalónica Guillermo IV de Montferrato para defender la corona de su hermano Demetrio, pero sus tropas fueron diezmadas por una epidemia de peste en la que murió el propio Guillermo. A finales de ese año la ciudad capituló. Teodoro entró en Tesalónica y se proclamó emperador (dejando así el título de déspota) mientras sus soldados se acercaban a Constantinopla. Las operaciones no siguieron y Teodoro se dedicó a consolidar su poder. En 1227 el nuevo rey de Serbia, Radoslav, que acababa de suceder en el trono a su padre Esteban I, se declaró vasallo de Epiro. En 1230 la República de Ragusa reconoció la soberanía de Teodoro.

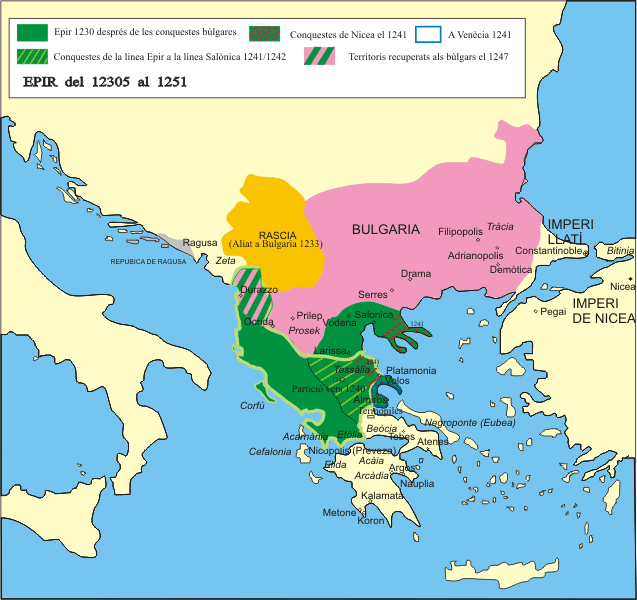
El despotado de Epiro del 1230 al 1251.

En 1230, en la cima de su poder, Teodoro atacó al territorio búlgaro pero sufrió una importante derrota en la batalla de Klokotnitsa, a orillas del río Maritsa (o Evros), y fue hecho prisionero; inicialmente se le trató con honores pero cuando se descubrió que él y su hijo Juan preparaban un complot contra el zar Iván Asen, fue cegado. Los territorios conquistados por Teodoro a los latinos se sometieron al zar búlgaro y estos entraron con poca resistencia en Albania y Durazzo. Manuel, hermano de Teodoro, casado con una hija de Ivan Asen, conservó el poder de Epiro, Etolia, Acarnania y una parte de Tesalia. Ragusa rechazó la soberanía de Epiro en 1232. Serbia lo hizo en 1233 y se alió con Bulgaria.

### Miguel II y las alianzas
En 1237, Teodoro fue liberado junto a su hijo Juan, volvió a sus dominios y, rápidamente, la nobleza se puso a su lado y destituyó a Manuel que huyó a Nicea. Teodoro, restablecido, abdicó en su hijo Juan I. Una hija se casó con el zar búlgaro Iván Asen, garantizando así la neutralidad de este. Con todos estos disturbios, Miguel II, hijo del déspota Miguel I, se proclamó rey de Epiro, Etolia, Acarnania y Corfú (Kérkyra), dejando a Juan únicamente los territorios de Tesalia. El exiliado Manuel retornó con soldados prestados por el emperador de Nicea y desembarcó cerca de Salónica. Pero Manuel y Teodoro el Ciego llegaron a un acuerdo y se estableció un gobierno conjunto entre Juan y Manuel.
Nicea encajó muy mal este acuerdo. En 1241 envió tropas a Salónica y, en las luchas, fue hecho prisionero Teodoro el Ciego. La costa de Tesalia y Macedonia fue ocupada por los soldados de Nicea mientras que el interior estaba ocupado por Miguel II de Epiro. Los venecianos aprovecharon para apoderarse de Volos y Almiro, ciudades costeras. Las operaciones no continuaron pero el imperio de Tesalónica era cada vez menor mientras que el despotado de Epiro volvía a resurgir. En 1247, Miguel II ocupó Albania hasta Durazzo y la costa de Macedonia que estaban en poder de los búlgaros desde 1230.
En 1248 Nicea buscó la alianza con Miguel. Juan Ducas Vatatzés le propuso el enlace de Nicéforo (hijo de Miguel) con su nieta, propuesta que obtuvo el apoyo de Teodora Petralifina, esposa de Miguel. El enlace se concertó en 1249 (aunque no se celebró hasta 1256). Teodoro el Ciego, que había sido liberado y ahora era señor de Vodena, se opuso a esta alianza y consiguió convencer a Miguel de cambiar sus alianzas y ocupar los territorios dominados por Nicea y Tesalia. Miguel II invadió estos territorios y ocupó la costa de Macedonia en 1251. 
En 1252, Nicea pasó a la ofensiva y recuperó sus posesiones, con la fortaleza de Castoria, y llegaron hasta Albania. Miguel II pidió la paz y firmó el Tratado de Larissa por el que renunciaba a favor de Nicea los territorios griegos occidentales que había tomado a Bulgaria, y Prilep y Croia a Albania; a cambio se le reconocía el título de déspota de Epiro, pero como vasallo del Emperador de Nicea.
Teodoro el Ciego fue hecho prisionero de nuevo en Nicea, donde murió. Después de una campaña de Nicea contra los búlgaros (1255-1256) Miguel II, prisionero, envió finalmente a su hijo Nicéforo a casarse con María, hija de Teodoro II Láscaris de Nicea, cumpliendo el acuerdo de 1249. La boda se celebró en Salónica y Teodoro II exigió como dote los territorios serbios de Miguel II y la ciudad de Durazzo. Miguel no pudo negarse al tener a su hijo en manos del emperador. Tras el enlace, Miguel invadió Macedonia e inició una guerra de tres años (1257-1259) en la que Miguel obtuvo el apoyo de Manfredo, regente de Sicilia y de Guillermo de Morea y Oreos que en 1258 se casó con Ana Comneno Ducas, hija de Miguel II, aportando como dote el territorio del sur de Tesalia; al año siguiente (1259), otra hija de Miguel, Elena Ángel, se casó con Manfredo de Sicilia y aportó como dote Albania y Kérkyra.

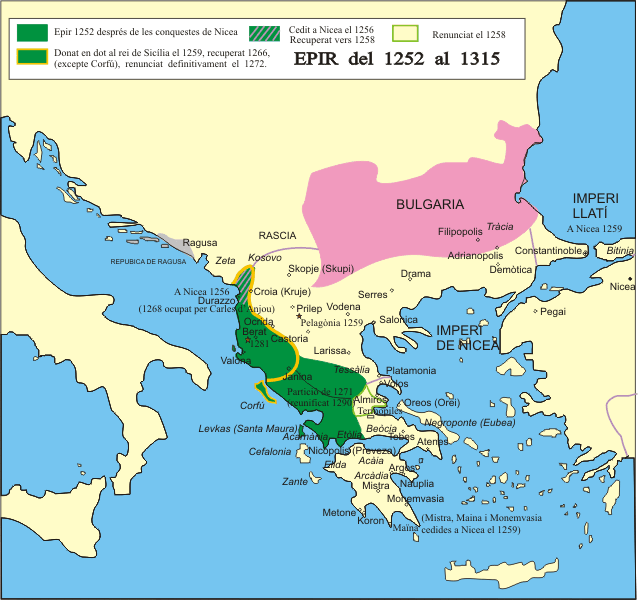
El despotado de Epiro del 1252 al 1315.

En 1259 se libró la batalla definitiva: las fuerzas de Miguel II y sus aliados se enfrentaron a un ejército de Nicea enviado por Miguel VIII bajo el mando de su hermano Juan Paleólogo; inicialmente, los serbios ocuparon Skopia (Skopie) y Kosovo pero en Pelagonia los ejércitos de Epiro fueron derrotados. El rey serbio Esteban III Urosh se retiró y buscó aliados para hacer frente al peligro (trató con Hungría por lo que su hijo Dragutí se casó con la nieta del rey húngaro). 
Pasaron unos años de tranquilidad, y en 1263 hubo una guerra corta con el emperador por territorios fronterizos al norte de Grecia. En 1266 murió Manfredo de Sicilia y Miguel II aprovechó para recuperar las posesiones albanesas que le había entregado en 1259, aunque no puedo recuperar Corfú que ya había reconocido a Carlos de Anjou. En 1268, Carlos entró en Durazzo. Miguel II murió en 1271 y repartió sus dominios: a su hijo mayor Nicéforo Andrónico le dejó Epiro y Albania; al segundo, Juan, la parte sur de Tesalia. En 1272, Nicéforo Andrónico renunció a la mayor parte de Albania en favor de Carlos de Anjou, rey de Sicilia, para evitar la guerra y le retornó los territorios ocupados por su padre.

### Muerte de Miguel y reparto de posesiones
En 1274, el emperador bizantino Miguel VIII, amenazado por Carlos de Anjou que aspiraba al imperio latino, atacó Albania. Dirigía la flota bizantina el pirata Licario, que se había puesto al servicio del emperador y que también ocupó algunas islas del mar Egeo. Carlos de Anjou era también una amenaza para Nicéforo Andrónico y en 1279 se declaró vasallo del angevino. En 1281 los bizantinos atacaron a Carlos en sus posesiones albanesas, concretamente en Berat, y obtuvieron una victoria parcial. Pero, en verano, Carlos reunió contingentes de Francia, enviados del Papa, Serbia, Bulgaria, Acaya, Tesalia, Epiro, Atenas y Venecia, y restauró el control sobre Albania. La muerte de Miguel Paleólogo y las vísperas sicilianas pusieron fin a las luchas en 1282. En 1290 murió el déspota de Tesalia sin sucesión y sus territorios pasaron a la línea de Epiro, representada por Nicéforo Andrónico. Este murió en 1296 y fue sucedido por su hijo Tomás, bajo regencia de su prima Ana.
En el año 1300, Juan Orsini, hijo del conde de Cefalonia, construyó una fortaleza en las isla de Léucade que dependía de Epiro pero que reclamaban los de Orsini. Tomás de Epiro se casó en 1304 con una nieta del emperador Andrónico II de Bizancio, fortaleciendo el partido probizantino, mientras el partido angevino, representado por Tamara, hermana de Tomás, perdía fuerza. En 1310 se produjeron combates con los almogávares de la Gran Compañía Catalana que acababan de salir de Tesalia y habían entrado al servicio del duque Gualterio de Atenas.

### El fin del despotado
Tomás murió asesinado sin sucesión masculina. Ana Ángel heredó el despotado y, al estar casada con Giovani de Orsini de Cefalonia, se inició la "dinastía Orsini". El hijo de Juan, Nicolás, se casó con la viuda de Tomás. 

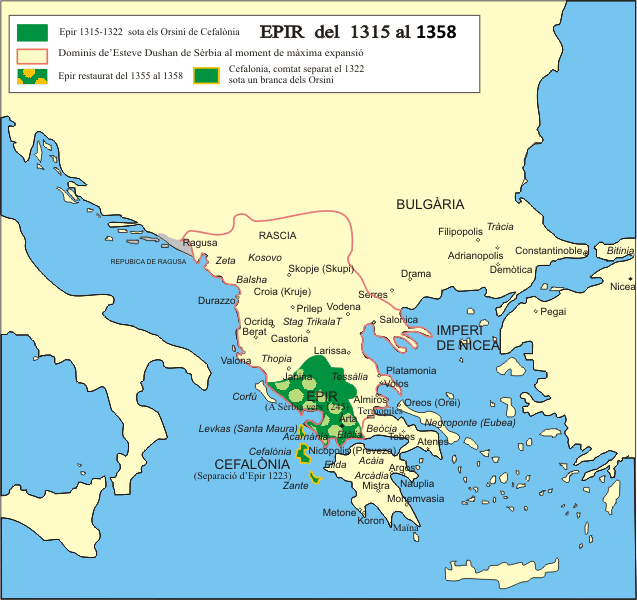
El despotado de Epiro del 1315 al 1358.

En julio de 1315, Fernando de Mallorca desembarcó en Acaya y ocupó algunas ciudades con el apoyo de algunos barones. Aprovechando la confusión, Juan Orsini también invadió la región; algunos de los barones le juraron lealtad. Luis de Borgoña desembarcó en Acaya y derrotó a Fernando de Mallorca en Manolada (5 de julio de 1316). Los barones se pasaron a su bando pero Luis murió asesinado en el mes de septiembre. 
Juan I Orsini murió en 1317 y fue sucedido por su hijo Nicolás. La esposa de Nicolás, Ana Paleólogo, lo envenenó en 1323, con la esperanza de someter Epiro y Cefalonia al Imperio bizantino, gobernado por su padre Andrónico II. Pero el príncipe de Acaya, Juan de Gravina, ocupó Cefalonia y la declaró feudo de Acaya, instalando en el trono como vasallo a Nicéforo I, hijo de Ana y Nicolás; en la zona continental, Juan II Orsini, hermano de Nicolás, fue reconocido por los señores. Juan II siguió la misma suerte que Nicolás y murió también asesinado por su esposa griega.
El hijo menor de edad Nicéforo II fue proclamado y Ana ejerció la regencia estableciendo una fuerte alianza con el Imperio Bizantino. En 1336, Ana entregó el poder a Bizancio. El joven Nicéforo II fue sacado del país y llevado a Nápoles por el partido antibizantino. Cuando en 1337 las tropas enviadas por el emperador iban a tomar posesión, Nicéforo II, que había obtenido la ayuda de Catalina de Valois-Courtenay que le había entregado una flota, se presentó con las naves y libró una batalla; fue derrotado pero las tribus albanesas no aceptaban la presencia de los bizantinos y se rebelaron. Ocuparon Timorón y asediaron algunas fortalezas bizantinas. Los bizantinos, mejor armados y con la ayuda de las tropas del emir de Aidin, pasaron a la ofensiva, derrotando a los rebeldes y reconquistando Timorón. Los más beneficiados fueron los serbios que ocuparon algunas regiones de Albania. Juan Ángel fue designado gobernador o déspota vasallo de Bizancio.
En 1340, Nicéforo II volvió a presentarse con los restos de su flota y los barcos obtenidos en Nápoles pero fue derrotado por el déspota bizantino de Epiro con la ayuda de las tropas enviadas por el gobernador de Salónica. Nicéforo II, al ver que todo estaba perdido, se sometió al emperador, renunciando a sus derechos y contrayendo matrimonio con María, hija del influyente Juan Catacuzeno, estableciéndose en Constantinopla. Los años siguientes, Epiro pasó a manos del rey de Serbia, Esteban Dushan. En 1355, a la muerte de Dushan, las tribus albanesas sometidas quedaron libres, especialmente los Balsha (al norte) y los Thopia (al sur). Nicéforo II regresó a Epiro y fue reconocido déspota. En 1358 murió en un combate contra los serbios y el jefe albanés Carlos Thopia se hizo amo de la región, dando fin al despotado.

## Cultura

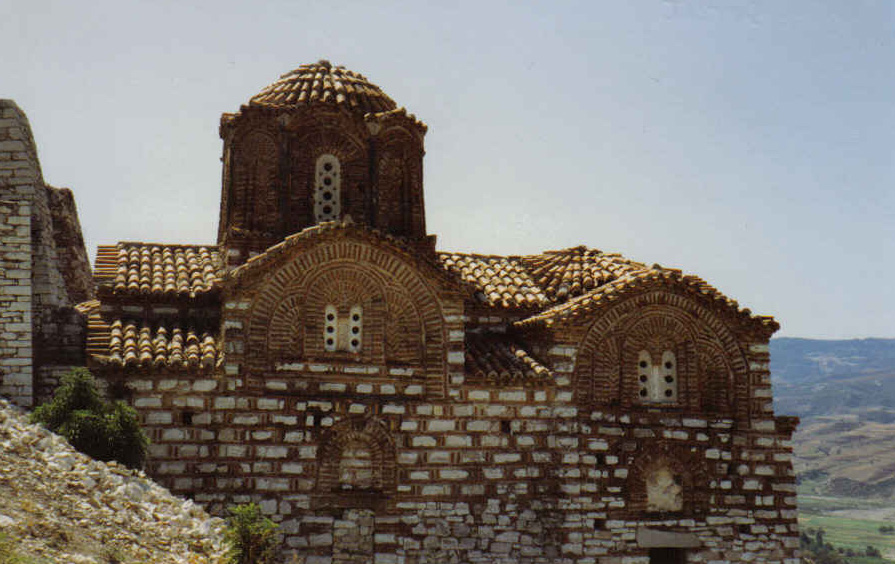
Iglesia de la Santísima Trinidad en Berat (actual Albania).

En el Despotado de Epiro, la cultura griega de Bizancio se mantuvo intacta después de 1204. Se puede observar un marcado conservadurismo en la arquitectura, las bellas artes, y las tradiciones del siglo xii se mantuvieron sin mayores cambios. El largo período de autonomía política en los siglos xiii y xiv no condujo al desarrollo de un estilo epirota propio y, a pesar de los lazos matrimoniales de la casa gobernante con familias de Europa occidental, las influencias latinas permanecieron muy limitadas. A diferencia de Morea, por ejemplo, no hay ecos del arte gótico. Sin embargo, la base de estos hallazgos es bastante limitada, porque solo unos pocos edificios y obras de arte han sobrevivido desde la época del Despotado de Epiro. En cuanto a la arquitectura, se trata principalmente de iglesias, como las construidas en el siglo xiii, de los dos monasterios dedicados a san Nicolás en la isla de Ioánina: san Nicolás Estrategópulo (en griego: Αγίου Νικολάου των Στρατηγοπούλων) y san Nicolás Filantropeno (en griego: Αγίου Νικολάου των Φιλανθρωπηνών), la iglesia de la Santísima Trinidad (en albanés: Kisha e Shen Triadhes) en Berat, la iglesia de Santa María en Zvërnec, cerca de Vlorë, y la Iglesia de Parigoritissa en Arta. La arquitectura secular está representada solo por unas pocas fortalezas. Los palacios de los déspotas y otros edificios residenciales no se han conservado.
Han sobrevivido dos crónicas del período tardío del despotado, que describen los acontecimientos poco antes de la conquista otomana desde la perspectiva de los epirotas. Estas son las llamadas Crónica de Ioánina para el período 1341-1400 y la Crónica de los Tocco para 1375-1422.

## Déspotas de Epiro

### Dinastía Comneno Ducas.
- Miguel I Comneno Ducas (1205-1215).
- Teodoro Comneno Ducas (1215-1230), soberano de Tesalónica de 1224 a 1230.
- Manuel Comneno Ducas (1230-1231), soberano de Tesalónica de 1230 a 1237.
- Miguel II Comneno Ducas (1231-1268).
- Nicéforo I Comneno Ducas (1268-1289), déspota de Epiro.
- Tomás Comneno Ducas (1289-1318).

### DinastíaOrsini.
- Nicolás Orsini (1318-1323), sobrino del anterior.
- Juan Orsini (1323-1335).
- Nicéforo II Orsini (1335-1337;1356-1359).

### Casa de Nemanjić
- Simeon Uroš (1359-1366), cuñado del anterior y hermano del zar Esteban Dušan
- Tomás Preljubović (1367-1384).
- María Angelina Ducaina Paleóloga (1384-1385).

### DinastíaBuondelmonti.
- Esaú de Buondelmonti (1385-1411), esposo de la anterior.
- Giorgio de' Buondelmonti (1411)

### Dinastía Tocco
- Carlos I Tocco (1411-1429), primo del anterior.
- Carlo II Tocco (1429-1448)
- Leonardo Tocco (1448-1479)